# Heinz Schlauch
Heinz Schlauch (Gera, 13 novembre 1915 – Niederrhein, 21 febbraio 1945) è stato un nuotatore tedesco.

## Carriera
Fortemente specializzato nel dorso, vinse la medaglia d'oro ai campionati europei 1938 della storia nella distanza dei 100m.

## Palmarès
- Europei

Londra 1938: oro nei 100m dorso.